# Arquidiócesis de Urbino-Urbania-Sant'Angelo in Vado
La arquidiócesis de Urbino-Urbania-Sant'Angelo in Vado (en latín: Archidioecesis Urbinatensis-Urbaniensis-Sancti Angeli in Vado y en italiano: Arcidiocesi di Urbino-Urbania-Sant'Angelo in Vado) es una circunscripción eclesiástica de la Iglesia católica en Italia. Se trata de una arquidiócesis latina, sufragánea de la arquidiócesis de Pésaro. Desde el 7 de enero de 2023 su arzobispo es Sandro Salvucci.

## Territorio y organización

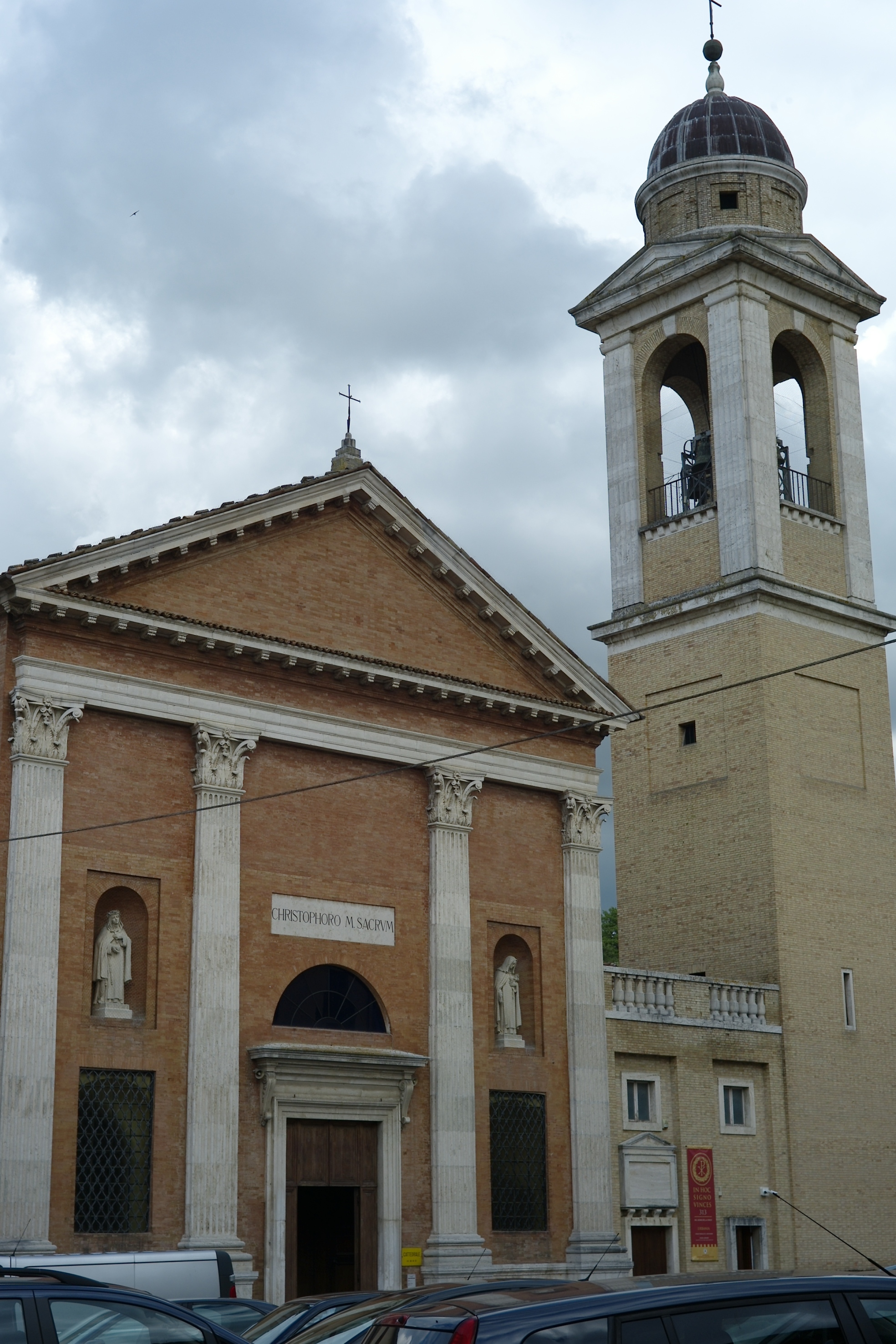
Concatedral de San Cristóbal Mártir, en Urbania

La arquidiócesis tiene 781 km² y extiende su jurisdicción sobre los fieles católicos de rito latino residentes en parte de la región de Marcas, comprendiendo en la provincia de Pésaro y Urbino las comunas de: Acqualagna, Borgo Pace, Fermignano, Isola del Piano, Mercatello sul Metauro, Montecalvo in Foglia, Peglio, Petriano, Piobbico, Sant'Angelo in Vado, Urbania y Urbino. Comprende además parte de las comunas de Lunano, Fossombrone, Montefelcino, Montelabbate, Piandimeleto, Sassocorvaro Auditore (creada en 2019 por fusión de las comunas de Auditore y de Sassocorvaro) y la parte de Colbordolo de la comuna de Vallefoglia (creada en 2014 por fusión de las comunas de Colbordolo y Sant'Angelo in Lizzola).

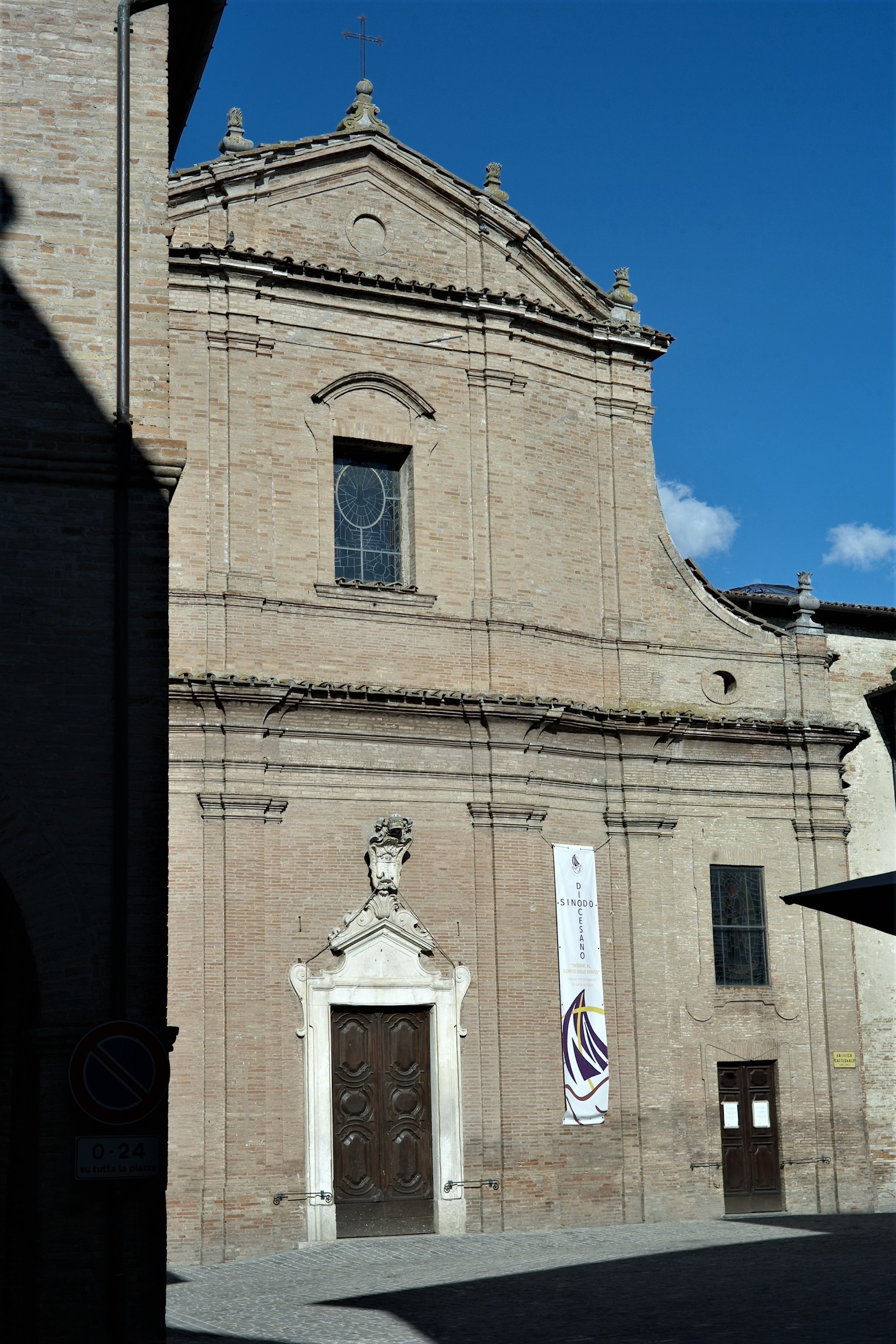
Concatedral de San Miguel Arcángel, en Sant'Angelo in Vado

La sede de la arquidiócesis se encuentra en la ciudad de Urbino, en donde se halla la Catedral de Santa María Asunta. En Urbania se encuentra la Concatedral de San Cristóbal Mártir y en Sant'Angelo in Vado la Concatedral de San Miguel Arcángel.

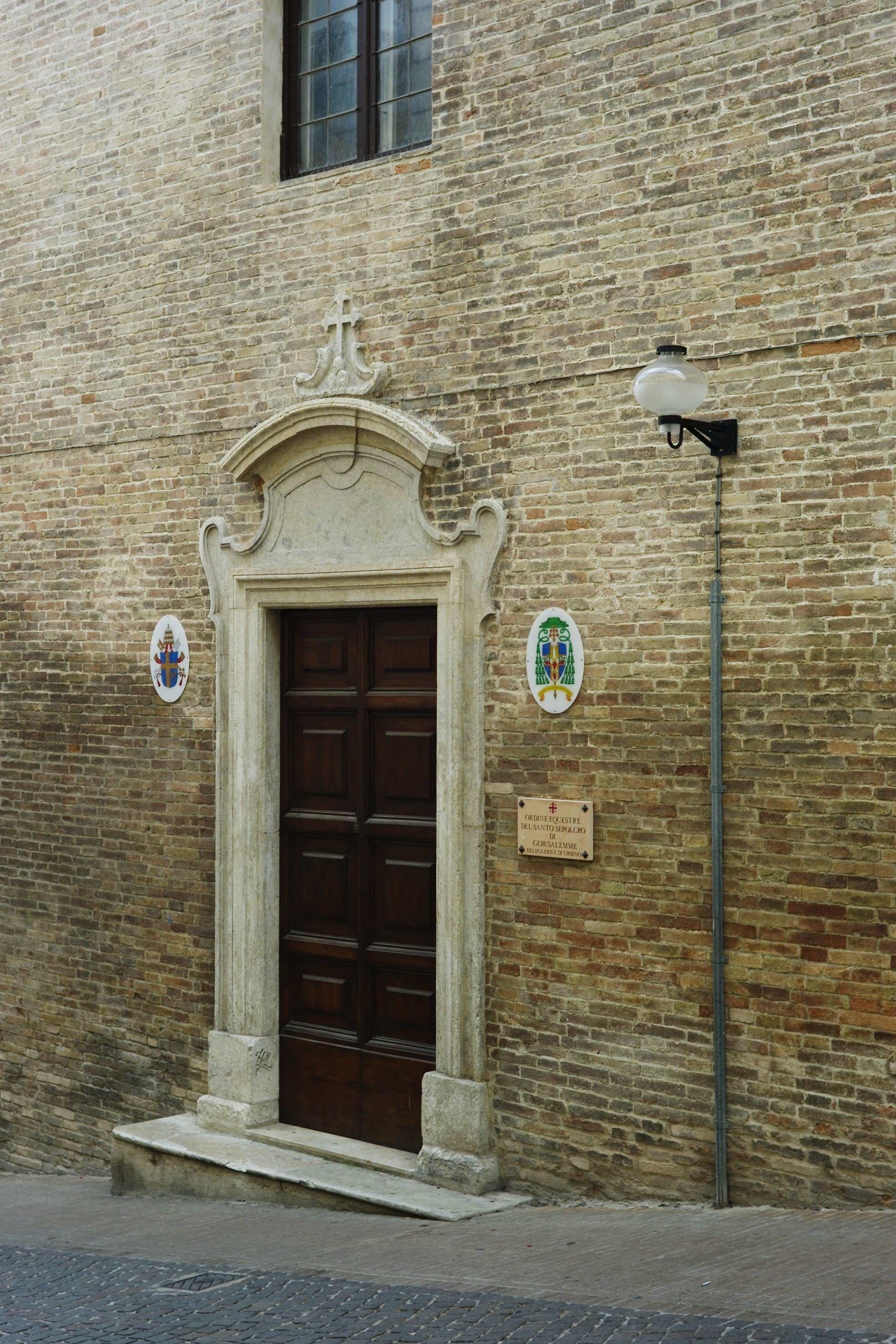
Portal de la iglesia de San Sergio, catedral original de la diócesis de Urbino

En 2022 en la arquidiócesis existían 54 parroquias agrupadas en 7 unidades pastorales: Urbino, Massa Trabaria, Urbania, Candigliano, Metauro, Apsa y Foglia.

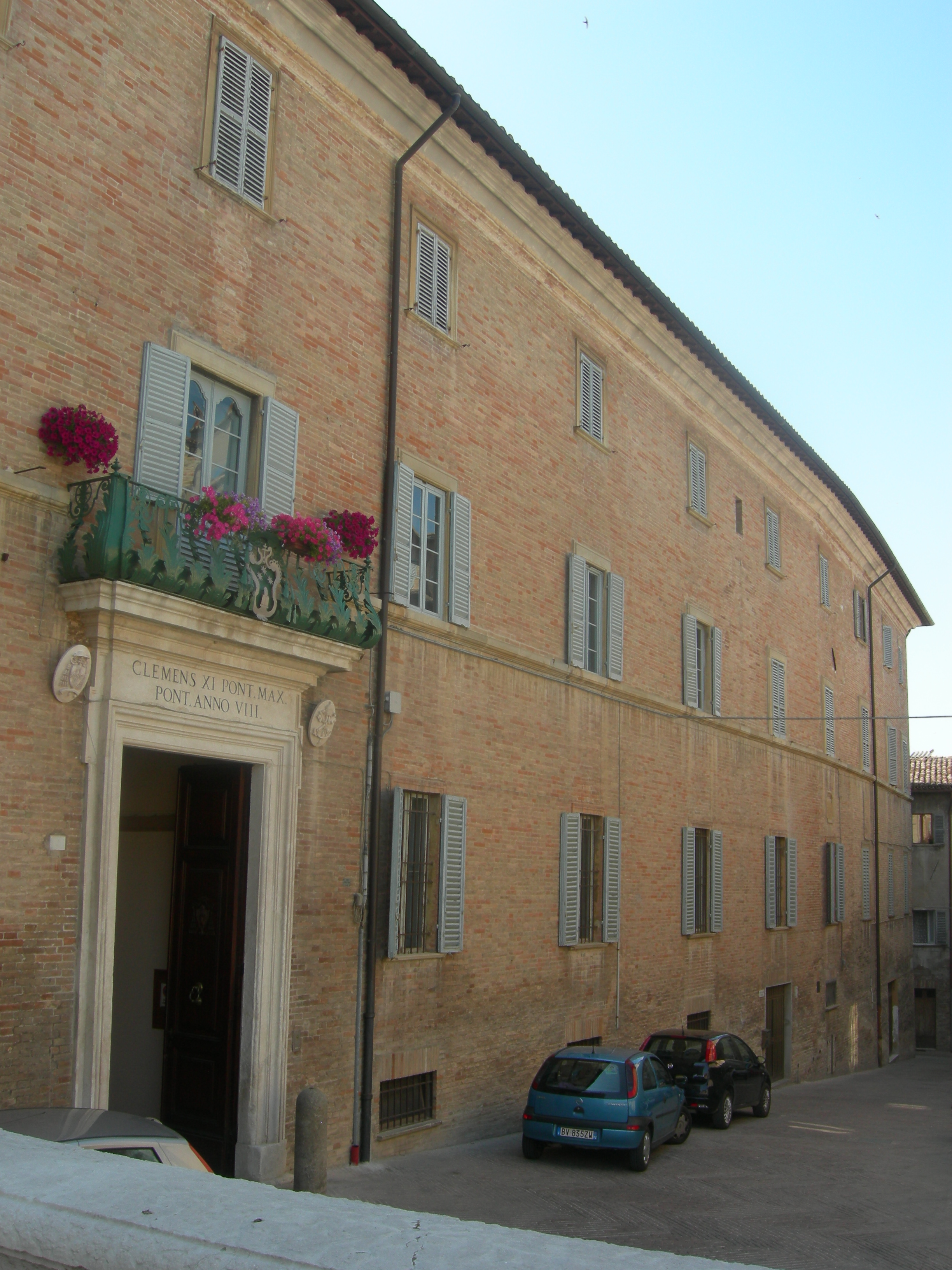
Palacio arzobispal de Urbino. En la planta baja del edificio se encuentran las salas del museo diocesano Albani

## Historia
La circunscripción eclesiástica actual es el resultado de la unión, realizada en 1986, de la arquidiócesis de Urbino con la diócesis de Urbania y Sant'Angelo in Vado.

### Urbino
La diócesis de Urbino está atestiguada desde finales del siglo VI, aunque la tradición señala como primer obispo a Evandro, que vivió en el siglo IV. La primera evidencia histórica cierta de la existencia de la diócesis se remonta al 593, año en el que se menciona al obispo Leonzio, a quien Gregorio Magno confió la administración de la Iglesia de Rímini en ausencia del obispo Castorio. Leonzio está documentado en otras ocasiones en el epistolario gregoriano (595, 596) y probablemente murió antes de mayo de 599, ya que en esta fecha el obispo Sebastiano era administrador de la diócesis de Rímini, quien se cree que fue el sucesor de Leonzio, aunque en la carta de Gregorio Magno quien lo menciona, no se indica el lugar de origen. La cronología posterior de los obispos de Urbino, hasta el siglo XII, es muy incompleta y con lagunas, y la atribución a Urbino de los obispos documentados por la tradición es incierta.
La catedral original de la diócesis fue la iglesia de San Sergio, que se encontraba fuera de las murallas de la ciudad. En 1021 el obispo Teodorico trasladó la catedra episcopal a una iglesia dentro de la ciudad, que dedicó a santa María Asunta. En la época del siguiente obispo, el beato Mainardo, las reliquias de san Crescentino, patrono de la ciudad y de la diócesis de Urbino, fueron trasladadas desde Città di Castello y colocadas en la catedral.
Franco Negroni escribe: «El surgimiento de la comuna entre los siglos XI y XII, con la rápida y notable expansión de la ciudad, no estuvo exento de ciertos problemas entre el obispo y los ciudadanos y las facciones güelfas y gibelinas estaban vivas, encabezada esta última por la familia Montefeltro. A partir del siglo XII la ciudad contó con cinco parroquias además de la catedral y acogió a las nuevas órdenes mendicantes: franciscanos (desde su ascenso), dominicos (ca. 1245), agustinos (ca. 1258), celestinos (finales del siglo XIII) con la ramas femeninas de clarisas, agustinas (tres monasterios), santuccianas (benedictinas). El siglo XIV marcó el nacimiento de las gloriosas cofradías de la Santa Croce (1318), del Corpus Domini (ca. 1350), de la Humildad (1362), de San Giovanni (1393), del Espíritu Santo (ca. 1395) y de la nacimiento o el aumento de diversos hospitales en la ciudad y en el territorio diocesano».
En 1380, el beato Pietro Gambacorta dio origen, no lejos de Urbino, a la Orden de los Pobres Eremitas de San Jerónimo, que se extendió por Italia y el extranjero.
A petición de Federico da Montefeltro, la catedral fue reconstruida en la segunda mitad del siglo XV, consagrada en 1534 y completada con la adición de la cúpula a principios del siglo XVII.
En 1402 la abadía benedictina de San Cristóbal del Ponte (siglo VII) en Casteldurante, encomendada desde 1393, obtuvo del papa Bonifacio IX el estatus de nullius dioecesis, es decir, la independencia eclesiástica de los obispos de Urbino. Más allá de Casteldurante, dependían de la abadía los castillos de Sant'Angelo in Vado y Sassocorvaro.
El 4 de junio de 1563, a petición del antiguo obispo, el cardenal Giulio della Rovere, Urbino fue elevada al rango de arquidiócesis metropolitana mediante la bula Super universas del papa Pío IV. Originalmente fueron asignadas como sufragáneas las diócesis de Cagli, Senigallia, Pésaro, Fossombrone, Montefeltro y Gubbio. En 1636 las nuevas diócesis unidas de Urbania y Sant'Angelo in Vado también pasaron a formar parte de la provincia eclesiástica de Urbino.
Durante el episcopado de Antonio Giannotti, el seminario diocesano se estableció el 21 de noviembre de 1592 cerca de la antigua catedral de San Sergio. Permaneció en este lugar hasta 1874, cuando el arzobispo Alessandro Angeloni hizo construir un gran edificio nuevo en el lugar donde se encontraba el antiguo monasterio de Santo Domingo.
En la era postridentina los arzobispos se comprometieron a implementar las reformas introducidas por el Concilio de Trento y la arquidiócesis vio el florecimiento de obras caritativas, instituciones y asistencia laica, y la fundación de numerosas casas religiosas. Cabe destacar: la visita pastoral realizada por el arzobispo Benedetto Ala (1610-1620); los sínodos arzobispales convocados por Paolo Emilio Santorio en 1627, por Antonio Santacroce en 1639, por Francesco Vitelli en 1645 y por Ascanio Maffei en 1648; la fundación de la congregación para la asistencia a los pobres enfermos en 1648.
A principios del siglo XVIII Gianfrancesco Albani de Urbino se convirtió en papa con el nombre de Clemente XI; se mostró generoso con su ciudad natal, al igual que su sobrino, el cardenal Annibale Albani (1682-1751), con las iglesias, los monasterios, las obras de caridad y la catedral.
El patrimonio arquitectónico de la diócesis fue afectado por el terremoto del 3 de junio de 1781, que provocó destrucción especialmente en la parte montañosa de la arquidiócesis y en las iglesias rurales. La cúpula de la catedral de Urbino se derrumbó en enero de 1789, provocando daños en las obras de arte conservadas en la iglesia.
Durante el período napoleónico la arquidiócesis de Urbino estuvo dirigida por el obispo Spiridione Berioli (1787-1819), de tendencias pronapoleónicas, con algunos contrastes con el clero diocesano y el cabildo catedralicio. Sin embargo, tras la caída de Napoleón, Berioli abandonó sus simpatías liberales. Durante su episcopado, en 1801, la catedral fue reinaugurada, restaurada en formas neoclásicas por el arquitecto romano Giuseppe Valadier.
Tras la anexión de Marcas al Reino de Italia, la arquidiócesis de Urbino tuvo que sufrir la política anticlerical del gobierno unitario. El arzobispo Angeloni (1846-1881), considerado conservador y reaccionario, fue arrestado tres veces. Mientras tanto, a lo largo de la segunda mitad del siglo XIX, surgieron instituciones de caridad: el orfanato, la "Casa delle Convertite", la conferencia de San Vincenzo de Paoli, el instituto Santa Felicita para la educación de las niñas pobres, la Banca Cattolica, cooperativas católicas y bancos rurales. Angeloni fue responsable de la celebración de un sínodo provincial en 1859 y dos sínodos diocesanos en 1867 y 1880.
En 1900 nació el periódico diocesano L'Ancora, seguido de Il Dovere, para la difusión de la Acción Católica, y de Il Lavoro, que se oponía a la prensa socialista.

### Urbania y Sant'Angelo in Vado
Tiphernum Metaurense, la actual Sant'Angelo in Vado, fue obispado ya en la antigüedad, desapareciendo debido a la destrucción provocada por los godos en el siglo VI. Lucifero, episcopus Tifernis Metauris, perteneció ciertamente a la sede de Marcas y participó en el sínodo reunido por el papa Hilario en la basílica de Santa María la Mayor en Roma el 19 de noviembre de 465, durante el cual a los obispos moribundos se les prohibió designar su sucesor. Otro obispo, Mario, es entonces atribuido a Tiphernum Metaurense, que participó en el sínodo romano convocado por el papa Símaco el 1 de marzo de 499 para eliminar algunos abusos que se habían infiltrado en la elección del obispo de Roma. Este obispo, sin embargo, firma los documentos como episcopus ecclesiae Tifernatium, sin mayor especificación. Por lo tanto, también podría pertenecer a la sede homónima de Umbría, Tiphernum Tiberiacum, es decir, Città di Castello.
El territorio de las dos futuras diócesis perteneció durante mucho tiempo a la arquidiócesis de Urbino. A partir del siglo XII se establecieron algunos distritos eclesiásticos independientes de los obispos de Urbino:
- la prelatura nullius dioecesis de los santos Pedro y Pablo de Mercatello, que obtuvo la exención episcopal del papa Alejandro III en 1180;[7]
- la abadía nullius dioecesis de San Miguel Arcángel de Lamoli, que data del siglo VII, documentada desde el siglo XIII como exenta de jurisdicción episcopal, dada in commendam a partir de 1422;
- la abadía benedictina de San Cristóbal del Ponte (siglo VIII) en Casteldurante, encomendada desde 1393, que obtuvo el estatus de nullius dioecesis del papa Bonifacio IX en 1402. Más allá de Casteldurante, dependían de la abadía los castillos de Sant'Angelo in Vado y Sassocorvaro. Entre los cardenales a quienes se encomendó la abadía, se recuerdan a Basilio Besarión y Alessandro Farnese, futuro papa Paulo III.[8]

El 18 de febrero de 1636, a petición del cardenal comendatario Francesco Barberini, con dos bulas con el mismo incipit Pro excellenti praeminentia, el papa Urbano VIII erigió las ciudades de Casteldurante y Sant'Angelo in Vado en sedes diocesanas y los unió aeque principaliter y las declaró sufragáneas de Urbino. Al mismo tiempo, la ciudad de Casteldurante, como homenaje al pontífice que la convirtió en sede episcopal, cambió su nombre por el de Urbania. Según las bulas de erección, la residencia episcopal recaía alternativamente en Sant'Angelo in Vado y Urbania, con alternancia de un obispo a otro.
Como catedrales se erigieron la iglesia de la antigua abadía de San Cristóbal en Urbania y la iglesia de San Miguel Arcángel en Sant'Angelo in Vado.
Las dos diócesis eran muy pequeñas: la diócesis de Urbania incluía Urbania y Sassocorvaro, mientras que la de Sant'Angelo in Vado incluía sólo la ciudad episcopal. Por este motivo, el 20 de octubre de 1636, mediante el breve Cum nuper nos, Urbano VIII unió la prelatura de Mercatello a la diócesis de Urbania, y la abadía de Lamoli a la diócesis de Sant'Angelo in Vado, con sus respectivas accesorias.
El primer obispo de las diócesis unidas fue Onorato Honorati (1636-1683). Cappelletti escribe sobre él: «Dedicó todo su cuidado a poner en orden el estado de las dos nuevas catedrales; plantó tres seminarios para los clérigos de ambas diócesis, en Urbania, en Vado y en Mercatello; visitó diligentemente a su rebaño; Celebró la solemne consagración de la catedral de Urbania. El obispo de Rímini, Marco Gallo, le confió desde hace algún tiempo la administración de su diócesis...»
Honorati también fue responsable de la celebración del primer sínodo diocesano en 1637; hasta 1790, se convocaron otros dieciséis sínodos en las dos diócesis. El último sínodo de las diócesis unidas fue celebrado por el obispo Giovanni Capobianco en 1959.
Durante el episcopado de Giovanni Vincenzo Castelli (1714-1736), la catedral fue reconstruida y consagrada en octubre de 1726, como lo recuerda la placa expuesta en la iglesia. El obispo Paolantonio Agostini Zamperoli (1779-1813) murió exiliado en Como por no haber prestado el juramento exigido por Napoleón Bonaparte.
«En la diócesis de Urbania había numerosos monasterios, incluido el de los Capuchinos en Mercatello, construido en la casa donde nació Santa Verónica Giuliani el 27 de diciembre de 1660, quien, habiéndose hecho capuchina en Città di Castello, murió allí el 9 de julio de 1727». Mercatello también tenía dos antiguos conventos franciscanos, el de Santa Clara (fundado hacia 1224) y el de San Francisco, ambos suprimidos, el primero durante el período napoleónico, el segundo en 1887. En Sant'Angelo in Vado se encontraban los conventos de las siervas de María, los conventuales, los menores, los capuchinos, cuatro conventos de monjas, numerosas cofradías, además de tres hospitales y el Monte de Piedad. En Urbania había conventos de los conventuales, de los menores, de los capuchinos y de los clérigos regulares menores (Caracciolini), un monasterio benedictino y uno de las clarisas.
El 11 de mayo de 1951, con la carta apostólica Tot in periculis, el papa Pío XII proclamó santa Verónica Giuliani patrona de las dos diócesis, junto con san Cristóbal, patrono de Urbania, y san Miguel Arcángel, patrono de Sant'Angelo en Vado.
El territorio de la diócesis en vísperas de la plena unión con la arquidiócesis metropolitana de Urbino incluía cinco centros en la provincia de Pésaro y Urbino: Borgo Pace, Sant'Angelo in Vado, Sassocorvaro, Mercatello sul Metauro y Urbania.
Al ser dos diócesis, unidas desde su fundación aeque principaliter, había dos catedrales: en Urbania se encontraba la catedral de San Cristóbal, mientras que en Sant'Angelo in Vado estaba la catedral de San Miguel Arcángel, ambas hoy concatedrales de la arquidiócesis de Urbino-Urbania-Sant'Angelo en Vado.
Con motivo de la unión con Urbino, el obispo Ugo Donato Bianchi ordenó una reducción del número de parroquias, que pasó de 49 (35 para Urbania y 14 para Sant'Angelo en Vado) a 10:
- 8 parroquias en la diócesis de Urbania:[14]
  - Santa Maria Nuova en la comuna de Borgo Pace;
  - Santa Verónica Giuliani en la comuna de Mercatello sul Metauro;
  - San Giovanni Battista en la comuna de Sassocorvaro;
  - San Cristoforo mártir (catedral), San Giorgio mártir, Santa María del Piano, San Pietro apostolo y San Vincenzo en Candigliano en la comuna de Urbania;
  - 2 parroquias en la diócesis de Sant'Angelo in Vado:[15]
  - San Michele arcangelo (catedral) en la comuna de Sant'Angelo in Vado;
  - San Michele arcangelo en Lamoli en la comuna de Borgo Pace.

La revisión del número y de la extensión de las parroquias implicó la transferencia del territorio de 3 parroquias suprimidas de la diócesis de Urbania a la de Sant'Angelo in Vado: la antigua parroquia de Santa Croce en Sompiano (comuna de Borgo Pace), cuyo el territorio se integró en la parroquia de San Michele arcangelo en Lamoli; y las antiguas parroquias de Santo Stefano en Metola (comuna de Mercatello sul Metauro) y San Martino en Baciuccaro (comuna de Sant'Angelo en Vado), cuyos territorios fueron anexados a la parroquia de la catedral de Sant'Angelo en Vado.

### Sedes unidas
El 26 de abril de 1965 las diócesis de Urbania y Sant'Angelo in Vado, vacantes tras la muerte del obispo Giovanni Capobianco, fueron entregadas bajo administración al arzobispo de Urbino, Anacleto Cazzaniga, hasta el 23 de mayo de 1977, cuando Ugo Donato Bianchi se convirtió, con dos nombramientos distintos, arzobispo de Urbino y obispo de Urbania y Sant'Angelo in Vado, uniendo así in persona episcopi las tres sedes episcopales.
El 30 de septiembre de 1986, mediante el decreto Instantibus votis de la Congregación para los Obispos, se estableció la unión plena de las tres diócesis y el nuevo distrito eclesiástico tomó su nombre actual. Ugo Donato Bianchi se convirtió en el primer arzobispo de Urbino-Urbania-Sant'Angelo en Vado.
En 1990 dos parroquias de la comuna de Piobbico (San Donato y Santa María), pertenecientes a la diócesis de Fano-Fossombrone-Cagli-Pergola, fueron anexadas a la arquidiócesis.
La provincia eclesiástica de Urbino ha sufrido cambios sustanciales desde los años setenta del siglo XX. De hecho, en 1972 y 1977 perdió las diócesis de Gubbio y Montefeltro. Tras los cambios introducidos en 1986, la provincia eclesiástica de Urbino quedó compuesta por las diócesis de Senigallia, Pesaro y Fano-Fossombrone-Cagli-Pergola. Finalmente, el 11 de marzo de 2000 mediante el decreto Quo maiori, en el marco de la reorganización de la región eclesiástica de Marcas, Urbino, manteniendo su título de arzobispado, perdió su dignidad metropolitana y pasó a formar parte de la nueva provincia eclesiástica de la arquidiócesis de Pésaro.
En 2010, después de cuidadosos trabajos de renovación y ampliación, se reabrió al público el museo diocesano Albani, instalado en 1964 en algunas salas de la planta baja del palacio arzobispal de Urbino, y dedicado a la familia Albani, que en el siglo XVIII fueron particularmente generosos con la catedral, contribuyendo significativamente a incrementar su colección artística.
Desde el 7 de enero de 2023 está unida in persona episcopi a la arquidiócesis de Pésaro.

## Estadísticas
Según el Anuario Pontificio 2023 la arquidiócesis tenía a fines de 2022 un total de 44 172 fieles bautizados.
| Año                                                                             | Población            | Población | Población      | Sacerdotes | Sacerdotes    | Sacerdotes    | Bautizados por sacerdote | Diáconos permanentes | Religiosos | Religiosos | Parroquias |
| Año                                                                             | Bautizados católicos | Total     | % de católicos | Total      | Clero secular | Clero regular | Bautizados por sacerdote | Diáconos permanentes | Varones    | Mujeres    | Parroquias |
| ------------------------------------------------------------------------------- | -------------------- | --------- | -------------- | ---------- | ------------- | ------------- | ------------------------ | -------------------- | ---------- | ---------- | ---------- |
| Arquidiócesis de Urbino                                                         |                      |           |                |            |               |               |                          |                      |            |            |            |
| 1950                                                                            | 46 700               | 47 000    | 99.4           | 116        | 108           | 8             | 402                      |                      | 10         | 82         | 97         |
| 1970                                                                            | 38 450               | 38 500    | 99.9           | 84         | 74            | 10            | 457                      |                      | 10         | 94         | 111        |
| 1980                                                                            | 36 200               | 38 200    | 94.8           | 84         | 71            | 13            | 430                      |                      | 13         | 85         | 111        |
| Arquidiócesis de Urbino-Urbania-Sant'Angelo in Vado                             |                      |           |                |            |               |               |                          |                      |            |            |            |
| 1990                                                                            | 50 700               | 51 000    | 99.4           | 97         | 86            | 11            | 522                      |                      | 11         | 145        | 51         |
| 1999                                                                            | 52 600               | 54 000    | 97.4           | 81         | 72            | 9             | 649                      |                      | 9          | 126        | 53         |
| 2000                                                                            | 53 100               | 54 500    | 97.4           | 81         | 71            | 10            | 655                      |                      | 10         | 125        | 53         |
| 2001                                                                            | 53 500               | 55 000    | 97.3           | 78         | 65            | 13            | 685                      | 1                    | 13         | 130        | 53         |
| 2002                                                                            | 54 623               | 57 617    | 94.8           | 81         | 65            | 16            | 674                      | 1                    | 17         | 143        | 53         |
| 2003                                                                            | 54 600               | 57 600    | 94.8           | 79         | 63            | 16            | 691                      | 1                    | 16         | 143        | 54         |
| 2004                                                                            | 54 600               | 57 600    | 94.8           | 70         | 60            | 10            | 780                      |                      | 10         | 140        | 54         |
| 2010                                                                            | 50 500               | 54 900    | 92.0           | 68         | 59            | 9             | 742                      | 1                    | 10         | 108        | 54         |
| 2014                                                                            | 54 000               | 57 000    | 94.7           | 66         | 55            | 11            | 818                      | 4                    | 11         | 111        | 54         |
| 2017                                                                            | 52 790               | 56 785    | 93.0           | 62         | 50            | 12            | 851                      | 4                    | 13         | 104        | 54         |
| 2020                                                                            | 49 179               | 52 543    | 93.6           | 55         | 44            | 11            | 894                      | 5                    | 13         | 105        | 54         |
| 2021                                                                            | 47 188               | 51 532    | 91.5           | 54         | 43            | 11            | 873                      | 7                    | 12         | 99         | 54         |
| 2022                                                                            | 44 172               | 53 967    | 81.9           | 54         | 43            | 11            | 818                      | 7                    | 11         | 70         | 54         |
| Fuente: Catholic-Hierarchy, que a su vez toma los datos del Anuario Pontificio. |                      |           |                |            |               |               |                          |                      |            |            |            |

## Episcopologio

### Obispos y arzobispos de Urbino
- Evandro? † (mencionado en 313)[nota 3]

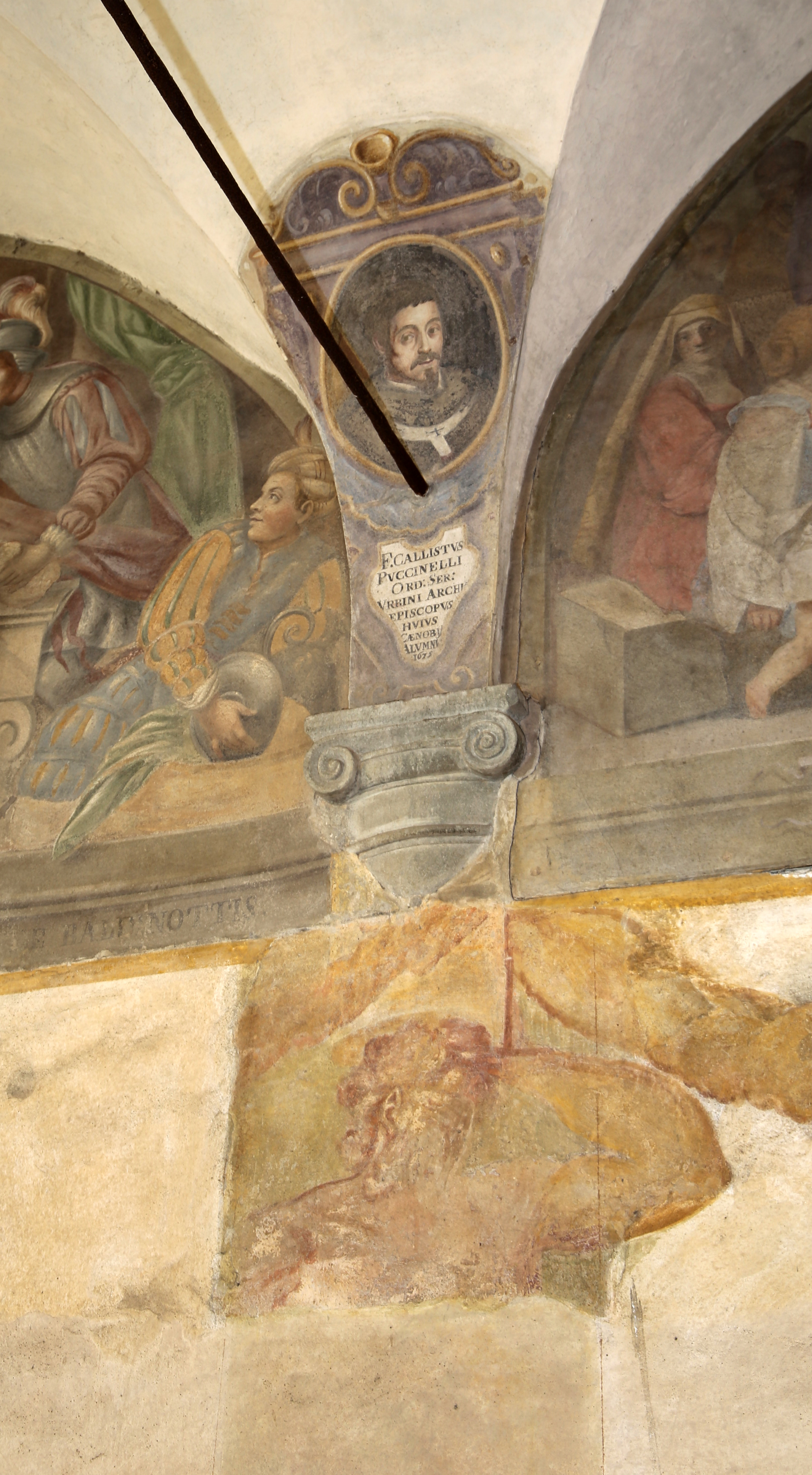
Callisto Puccinelli

- Leonzio † (antes de 593-después de 596)
- Sebastiano? † (mencionado en 599)[nota 4]
- Esilarato? † (mencionado en 680)[nota 5]
- Temaurino † (mencionado en 769)
- Mariano (o Mauriano) † (mencionado en 826)
- Costantino † (mencionado en 853)
- Pietro I † (mencionado en 861)
- Giovanni † (mencionado en 877)
- Alberto † (mencionado en 887)
- Teodorico † (antes de 1021-después del 22 de abril de 1049 falleció)
- Teuzone † (mencionado en 1050 circa)
- Beato Mainardo (antes de 1056-9 de mayo circa 1088 falleció)
- Pietro II † (mencionado en 1088)
- Guido I † (mencionado en 1147)
- Giso † (antes de 1162-después de 1179)
- Ugo Brandi † (antes de 1192-después de 1197)
- Vivio † (mencionado en 1204)
- Raniero † (mencionado en 1214)
- Oddone † (marzo de 1221 consagrado-?)
- Pietro III † (mencionado en 1250)
- Guido Brancaleoni, O.S.B. † (20 de agosto de 1259-1285 falleció)
- Egidio † (3 de octubre de 1285-1309 falleció)
- Corrado, O.E.S.A. † (6 de abril de 1309-1317 falleció)
- Alessandro Guidi † (17 de marzo de 1317-1342 falleció)
- Marco Rognoni, O.P. † (20 de noviembre de 1342-1347 falleció)
- Bartolomeo Carusi, O.E.S.A. † (12 diciembre de 1347-1349 o 1350 falleció)
- Francesco Brancaleoni † (2 de mayo de 1350-1370 falleció)
- Guglielmo, O.F.M. † (30 de marzo de 1373-15 de enero de 1379 nombrado patriarca de Constantinopla)
  - Francesco, O.F.M. † (20 de abril de 1379-1379 renunció) (antiobispo)
- Oddone da Colonna[nota 6] † (1380-?)
- Matteo Ghiri (Fiorilli) † (1409-26 de julio de 1412 nombrado obispo de Forlì)
- Giorgio † (26 de julio de 1412-1413 renunció)[nota 7]
- Matteo Ghiri (Fiorilli) † (1413-1423 falleció) (por segunda vez)
- Tommaso Tommasini, O.P. † (24 de septiembre de 1423-11 diciembre de 1424 nombrado obispo de Traù)
- Giacomo Balardi, O.P. † (11 diciembre de 1424-12 de septiembre de 1435 falleció)
- Antonio Altan † (10 de febrero de 1436-1450 falleció)
- Latino Orsini † (23 diciembre de 1450-11 de septiembre de 1452 renunció)
- Andrea Perciballi † (11 de septiembre de 1452-26 de mayo de 1463 nombrado obispo de Muro Lucano)
- Girolamo Staccoli † (26 de mayo de 1463-1468 falleció)
- Giovanni Battista Mellini † (27 de abril de 1468-24 de julio de 1478 falleció)
- Lazzaro Racanelli, O.P. † (14 de agosto de 1478-1484 falleció)
- Filippo Contorni † (20 de septiembre de 1484-16 de abril de 1491 falleció)
- Giampietro Arrivabene † (18 de abril de 1491-1504 falleció)
- Gabriele de' Gabrielli † (27 de marzo de 1504-5 de noviembre de 1511 falleció)
- Antonio Trombetta † (7 de noviembre de 1511-1514 renunció)
  - Domenico Grimani † (29 de marzo de 1514-17 de julio de 1523 renunció) (administrador apostólico)
- Giacomo Narducci † (17 de julio de 1523-14 de enero de 1540 falleció)
- Dionisio Laurerio, O.S.M. (13 de febrero de 1540-17 de septiembre de 1542 falleció)
- Gregorio Cortese, O.S.B. † (6 de noviembre de 1543-21 de septiembre de 1548 falleció)
- Giulio della Rovere † (24 de septiembre de 1548-18 de noviembre de 1551 nombrado administrador apostólico de Novara)
- Felice Tiranni † (18 de noviembre de 1551-1 de febrero de 1578 falleció)
  - Giulio della Rovere † (1578-1578 renunció) (por segunda vez, administrador apostólico)
- Antonio Giannotti † (11 de agosto de 1578-1597 falleció)
- Giuseppe Ferrerio † (1597 por sucesión-16 de marzo de 1610 falleció)
- Benedetto Ala † (5 de mayo de 1610-27 de abril de 1620 falleció)
- Ottavio Accoramboni † (17 de mayo de 1621-1623 renunció)
- Paolo Emilio Santorio † (20 de noviembre de 1623-4 de agosto de 1635 falleció)
- Antonio Santacroce † (9 de junio de 1636-16 de noviembre de 1643 renunció)
- Francesco Vitelli † (16 de noviembre de 1643-febrero de 1646 falleció)
- Ascanio Maffei † (25 de junio de 1646-octubre de 1659 falleció)
- Giacomo de Angelis † (20 de septiembre de 1660-1667 renunció)
- Callisto Puccinelli, O.S.M. † (16 de marzo de 1667-12 de abril de 1675 falleció)
- Giambattista Candiotti † (9 de septiembre de 1675-circa de septiembre de 1684 falleció)
- Antonio Roberti † (10 de septiembre de 1685-26 de enero de 1701 falleció)
  - Sede vacante (1701-1709)
  - Sebastiano Antonio Tanara † (1703-1709 renunció) (administrador apostólico)
- Antonio Francesco Sanvitale † (6 de mayo de 1709-17 diciembre de 1714 falleció)
- Tommaso Maria Marelli, C.O. † (7 diciembre de 1716-23 de febrero de 1739 nombrado obispo de Imola)
- Antonio Guglielmi † (22 de junio de 1739-5 de febrero de 1766 falleció)
- Domenico Monti † (14 de abril de 1766-8 de septiembre de 1787 falleció)
- Spiridione Berioli † (17 diciembre de 1787-19 de abril de 1819 falleció)
- Ignazio Ranaldi, C.O. † (23 de agosto de 1819-2 de enero de 1827 falleció)
- Giangrisostomo Dondini † (21 de mayo de 1827-10 de noviembre de 1832 falleció)
- Giovanni Niccolò Tanara † (17 diciembre de 1832-24 de noviembre de 1845 nombrado patriarca titular de Antioquía)
- Alessandro Angeloni † (16 de abril de 1846-5 de agosto de 1881 falleció)
- Antonio Maria Pettinari, O.F.M. † (18 de noviembre de 1881-27 de julio de 1885 renunció[nota 8])
- Carlo Maria Borgognini † (15 de enero de 1886-24 de mayo de 1889 nombrado arzobispo de Módena y abad de Nonántola)
- Nicodario Vampa † (30 diciembre de 1889-27 de septiembre de 1903 falleció)
- Giovanni Maria Santarelli † (12 de octubre de 1904-24 de septiembre de 1908 falleció)
- Ciro Pontecorvi, C.PP.S. † (29 de abril de 1909-26 de junio de 1911 falleció)
- Giacomo Ghio † (28 de marzo de 1912-20 de octubre de 1931 renunció[nota 9])
- Antonio Tani † (1 de mayo de 1932-31 diciembre de 1952 renunció[nota 10])
- Anacleto Cazzaniga † (12 de enero de 1953-23 de mayo de 1977 retirado)
- Ugo Donato Bianchi † (23 de mayo de 1977-30 de septiembre de 1986 nombrado arzobispo de Urbino-Urbania-Sant'Angelo in Vado)

### Obispos deTiphernum Metaurense
- Lucifero † (mencionado en 465)
- Mario? † (mencionado en 499)

### Obispos de Urbania y Sant'Angelo in Vado
- Onorato Honorati † (22 de septiembre de 1636-agosto de 1683 renunció)
- Orazio Ondedei † (10 de abril de 1684-marzo de 1688 falleció)
- Pietro Barugi † (15 de noviembre de 1688-mayo de 1708 falleció)
- Antonio Antonelli † (6 de mayo de 1709-17 de noviembre de 1711 falleció)
- Giovanni Vincenzo Castelli, O.P. † (21 de marzo de 1714-24 de septiembre de 1736 falleció)
- Giuseppe Fabbretti † (19 de noviembre de 1736-18 de noviembre de 1747 falleció)
- Deodato Baiardi † (18 diciembre de 1747-28 de noviembre de 1776 falleció)
- Giovanni Pergolini † (17 de febrero de 1777-agosto de 1779 falleció)
- Paolantonio Agostini Zamperoli † (13 diciembre de 1779-circa 1813 falleció)
  - Sede vacante (1813-1816)
- Francesco Leonini † (22 de julio de 1816-9 de abril de 1822 falleció)
  - Sede vacante (1822-1824)
- Francesco Tassinari † (27 de septiembre de 1824-27 diciembre de 1832 falleció)
- Lorenzo Parigini † (15 de abril de 1833-24 diciembre de 1848 falleció)
- Antonio Boscarini † (20 de abril de 1849-3 de junio de 1872 falleció)
- Giovanni Maria Maioli † (29 de julio de 1872-19 de junio de 1893 falleció)
- Francesco Baldassarri † (18 de mayo de 1894-15 de abril de 1901 nombrado obispo de Imola)
- Antonio Valbonesi † (15 de abril de 1901-4 de mayo de 1906 renunció[nota 11])
  - Sede vacante (1906-1908)
- Luigi Giacomo Baccini, O.F.M.Cap. † (25 de agosto de 1908-16 de enero de 1935 falleció)
- Giovanni Capobianco † (1 de abril de 1935-7 de abril de 1965 falleció)
  - Sede vacante (1965-1977)[nota 12]
- Ugo Donato Bianchi † (23 de mayo de 1977-30 de septiembre de 1986 nombrado arzobispo de Urbino-Urbania-Sant'Angelo in Vado)

### Arzobispos de Urbino-Urbania-Sant'Angelo in Vado
- Ugo Donato Bianchi † (30 de septiembre de 1986-4 de abril de 1999 falleció)
- Francesco Marinelli † (11 de marzo de 2000-24 de junio de 2011 retirado)
- Giovanni Tani (24 de junio de 2011-7 de enero de 2023 retirado)
- Sandro Salvucci, desde el 7 de enero de 2023

### Para Urbino
- (en latín) Ferdinando Ughelli, Italia sacra, vol. II, segunda edición, Venecia, 1717, col. 779-808.
- (en italiano) Francesco Lanzoni, Le diocesi d'Italia dalle origini al principio del secolo VII (an. 604), vol. I, Faenza, 1927, p. 503.
- (en italiano) Giuseppe Cappelletti, Le Chiese d'Italia dalla loro origine sino ai nostri giorni, Venecia, 1845, vol. III, pp. 165-233.
- (en inglés) Umberto Benigni, v. Archdiocese of Urbino, Enciclopedia Católica, vol. XV, Nueva York, 1912.
- (en latín) Paul Fridolin Kehr, Italia pontificia, vol. IV, Berlín, 1909, pp. 218-221.
- (en francés) Charles Pietri, Luce Pietri (ed.), Prosopographie chrétienne du Bas-Empire. 2. Prosopographie de l'Italie chrétienne (313-604), Roma, École française de Rome, 2000, vol. II: L-Z, pp. 1288-1289 (Leontius 17) y 2006-2007 (Sebastianus 12).
- (en latín) Pius Bonifacius Gams, Series episcoporum Ecclesiae Catholicae, Graz, 1957, pp. 735-736.
- (en latín) Konrad Eubel, Hierarchia Catholica Medii Aevi, vol. 1, p. 509; vol. 2, p. 302; vol. 3, p. 326; vol. 4, p. 365; vol. 5, p. 399; vol. 6, p. 426.
- (en italiano) Cristiano Marchegiani, Il seminario tridentino: sistema e architettura. Storie e modelli nelle Marche pontificie, Pescara, Carsa edizioni, 2012 ("I saggi di Opus", 20), pp. 277-304 (Urbino), 328-329 (Urbania), 329 (Sant'Angelo in Vado).

### Para Urbania y Sant'Angelo in Vado
- (en latín) Ferdinando Ughelli, Italia sacra, vol. II, segunda edición, Venecia, 1717, col. 881-902
- (en italiano) Francesco Lanzoni, Le diocesi d'Italia dalle origini al principio del secolo VII (an. 604), vol. I, Faenza, 1927, p. 495
- (en francés) Charles Pietri, Luce Pietri (ed.), Prosopographie chrétienne du Bas-Empire. 2. Prosopographie de l'Italie chrétienne (313-604), Roma, École française de Rome, 2000, vol. II: L-Z, pp. 1328 y 1412
- (en italiano) Gaetano Moroni, Dizionario di erudizione storico-ecclesiastica, vol. II, Venecia, 1840, p. 80
- (en italiano) Giuseppe Cappelletti, Le Chiese d'Italia dalla loro origine sino ai nostri giorni, Venecia, 1845, vol. III, pp. 411-439
- (en latín) Pius Bonifacius Gams, Series episcoporum Ecclesiae Catholicae, Graz, 1957, pp. 666-667
- (en latín) Konrad Eubel, Hierarchia Catholica Medii Aevi, vol. 4, p. 84; vol. 5, p. 86; vol. 6, p. 84